# Французский Алжир

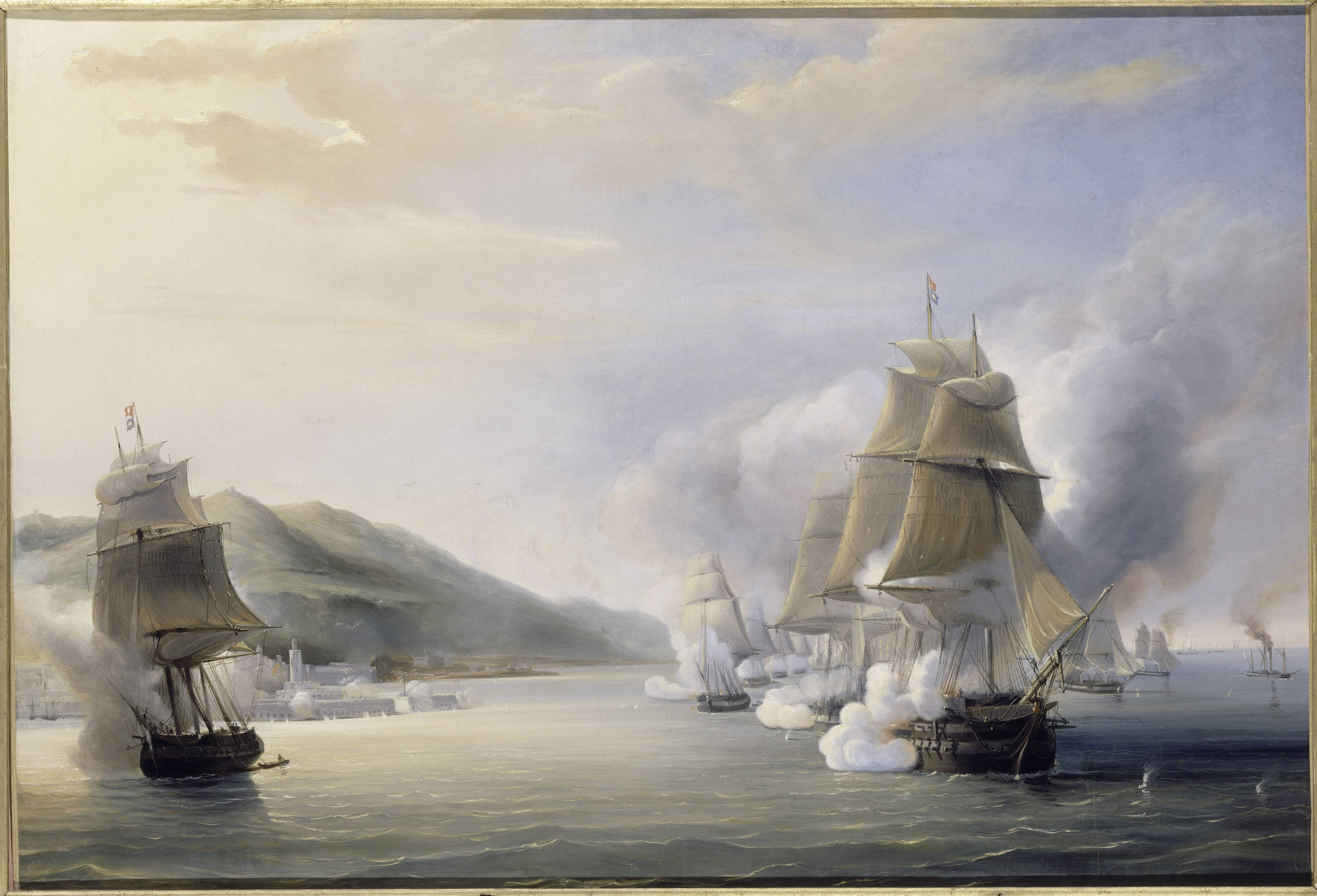
Атака г. Алжир с моря флотом Дюперре 3 июля 1830, картина работы Мореля-Фасьо (Национальный музей дворца Трианон)

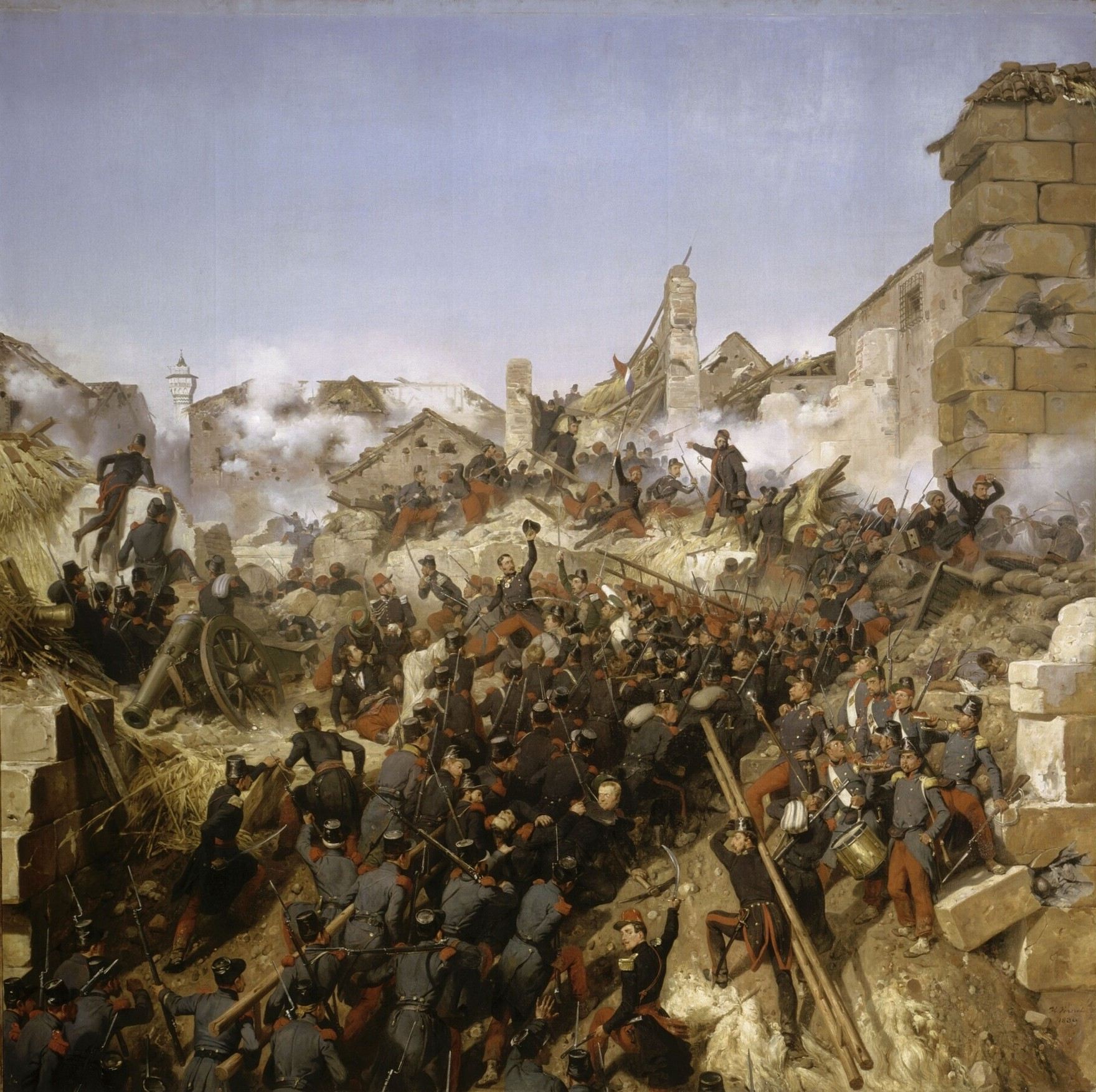
Взятие Константины французскими войсками 13 октября 1837, картина работы Ораса Верне

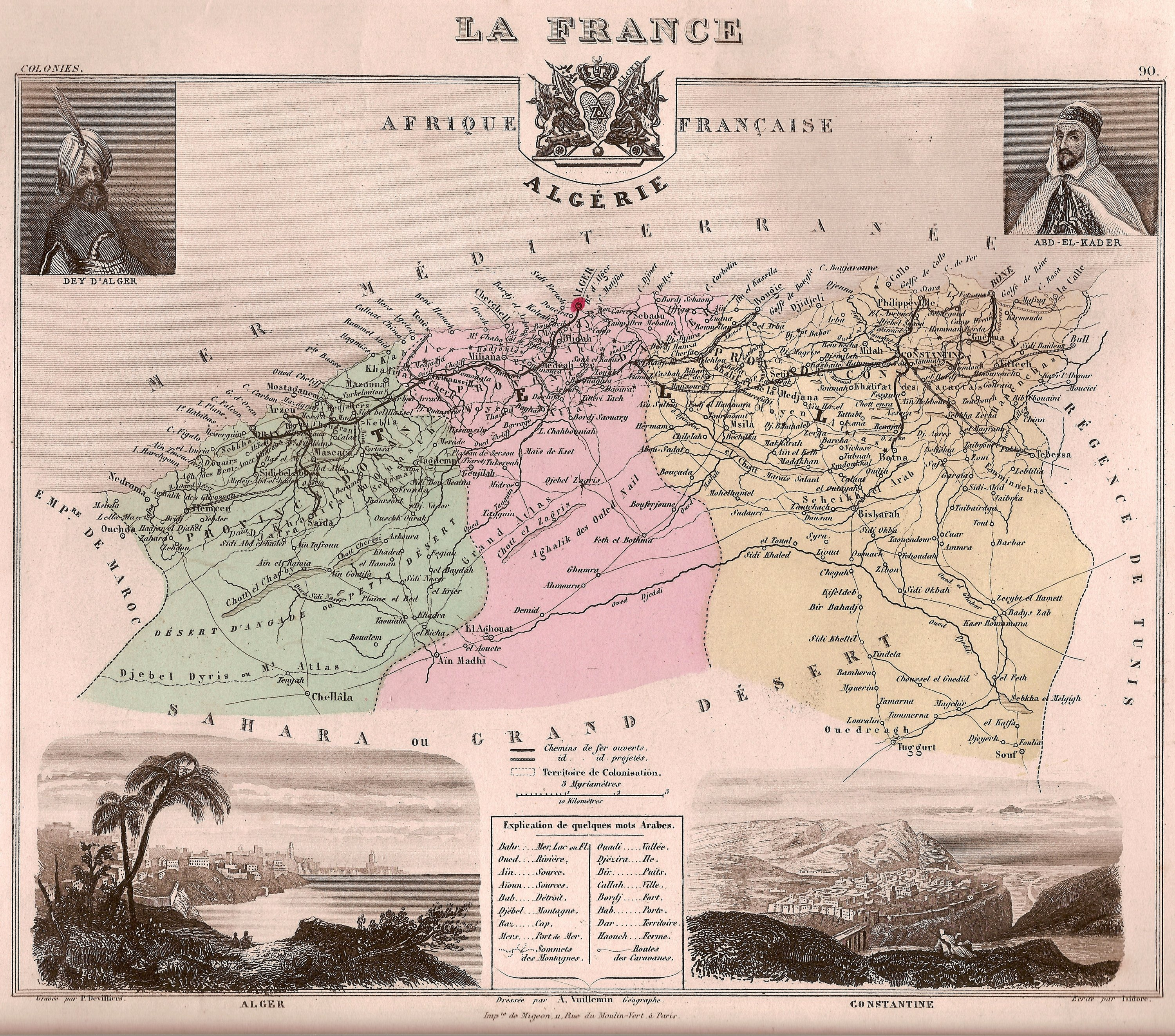
Французский Алжир. Карта Александра Вюйемена, 1877

Французский Алжир (фр. Algérie française, араб. الجزائر المستعمرة‎) — французская колония, затем — несколько французских департаментов на территории современного Алжира, существовала в 1830—1962 годах. Возникла на месте «рыхлого» эялета, известного как Османский Алжир, земли которого перемежались с многочисленными независимыми и полунезависимыми султанатами местных горных и пустынных князьков. Административно состоял из двух частей — трёх густонаселённых средиземноморских департаментов, инкорпорированных в территорию метрополии (то есть фактически ставших частью собственно Франции) с северной (средиземноморской) стороны и обширных малонаселённых пустынных и полупустынных просторов Сахары к югу. Французский Алжир стал смешанной переселенческо-ресурсной колонией Франции. После получения независимости в начале 1960-х практически всё европейское (в том числе и симпатизирующее ему мусульманское) население покинуло страну.

## История
Была снаряжена экспедиция из 100 военных и 357 транспортных судов с сухопутным войском в 35000 человек и 4000 лошадей. Сухопутное войско находилось под начальством генерала Луи Огюста Виктора де Бурмона, флот — под начальством вице-адмирала Ги Виктор Дюперре. Французы высадились на берег без помех 14 июня 1830 года в Сиди-Феррухской бухте. Однако 19 июня, когда армия начала укреплять свои позиции, на неё напал зять дея Ибрагима-Аги с 30000 турок. Французы легко отразили это нападение и захватили у нападавших все орудия и обоз. Скоро после этого началась бомбардировка и с суши, и с моря, так что уже 5 июля дей сдался на капитуляцию под условием свободного отступления для себя и янычар. Весь его флот, оружие и государственная казна в 50 млн франков достались победителям.
После падения города две французские эскадры были посланы против Туниса и Триполи и принудили их отказаться от морских разбоев. Французские войска заняли приморские города — Боне, Оран и Бужи, отразили нападение бея Константины, но по пути в Блиду потерпели поражение от кабилов.
После Июльской революции 1830 года Бурмон был отозван, а его преемником назначен Бертран Клозель, который задался целью завоевать всю страну до гор Атлас. В ноябре того же года был разбит бей титтерийский, занята Медеа и взята приступом Блида, но планы Клозеля насчёт колонизации не нравились правительству короля Луи-Филиппа, и это обстоятельство в связи с неудачным договором с тунисским беем было причиной того, что в феврале 1831 года он был отозван. Правительство вообще охотно отказалось бы от всего этого тяжёлого и опасного завоевания, тем более что оно грозило испортить хорошие отношения с Великобританией, но общественное мнение, требовавшее энергичной внешней политики, не допускало отступиться от начатого. На место Клозеля назначен был генерал Бертезен, потерпевший 2 июля 1831 года поражение в Тениаском проходе. Место его занял Рене Савари, герцог Ровиго, который своим жестоким и насильственным обращением с побеждёнными настроил всё местное население против французов. Тогда его заменили генералом Авизаром (1832 год), устроившим т. н. Bureaux arabes, оказавшиеся впоследствии весьма полезными; преемник его, генерал Воароль, в 1833 году захватил превосходную гавань Бужи и восстановил спокойствие в окрестностях города Алжир.
Однако самым опасным врагом французов стал Абд аль-Кадира, который, как глава 30 арабских племён, соединившихся для священной войны, был провозглашён эмиром Маскары. После упорной борьбы французское правительство заключило с ним 26 февраля 1834 года мир, по которому за ним было признано господство над всеми арабскими племенами запада до реки Шелифф. Однако, несмотря на этот договор, уже в июле того же года война возобновилась, причём очень неудачно для французов. Не помогло и вторичное назначение Клозеля начальником алжирских войск — восстание распространилось по всей стране, и значение эмира всё возрастало. Тогда Клозель был снова отозван, а генерал Дамремон назначен генерал-губернатором.
Его преемник, Вале, старался утвердить французское господство в восточной части страны, а Абд аль-Кадир подчинил себе все западные племена к югу от своих владений до самой пустыни. Почувствовав себя достаточно сильным, он под предлогом мнимого нарушения неприкосновенности своих владений объявил мир недействительным и в ноябре 1838 года неожиданно напал на французов. Несмотря на то, что Вале имел в своем распоряжении 70-тысячное войско, он принужден был держаться против Абд аль-Кадира оборонительной системы, так что положение французов в Алжире, несмотря на отдельные блестящие победы (взятие Медеи и Милианы), снова становилось шатким.
Дела приняли благоприятный оборот, когда генерал-губернатором 22 февраля 1841 года был назначен Бюжо. Новая система, которой он следовал и для проведения которой он нашёл способных исполнителей в лице Ламорисьера, Кавеньяка и Шангарнье, заключалась в том, чтобы, с одной стороны, утомлять противника беспрерывными набегами на отдельные племена и другими мелкими предприятиями, а с другой стороны — предпринимать против войск эмира большие экспедиции. Уже в мае 1841 года французы овладели Текедемптом, укрепленным местопребыванием эмира, и Маскарой. Ещё удачнее была осенняя кампания, когда Бюжо захватил Сайду, последнюю крепость Абд аль-Кадира. В январе 1842 года был предпринят поход в пограничную Марокканскую область, которая одна только оказывала ещё сопротивление, причём взяты были город Тлемсен и замок Тафруа. Генерал Бараго д’Иллие разрушил города Богар и Тазу, а генерал Бедо склонил на сторону французов племена кабилов, живших вокруг Тлемсена.
Могущество Абд аль-Кадира было почти уничтожено, так что он был вынужден отступить в Марокканскую область. Новое нападение, сделанное эмиром в марте 1842 года, было отражено, и подчинение страны считалось уже законченным, когда летом 1842 года Абд аль-Кадир внезапно опять появился в Алжире и нанёс французам поражение при Текедемпте и Маскаре. Принужденный, однако, скоро отступить назад на марокканскую почву, эмир проповедовал там священную войну, собирал многочисленные военные силы и даже добился того, что в конце мая 1844 года против французов выступило и марокканское войско. Бюжо со всеми своими силами двинулся к границе и 14 августа нанёс марокканцам решительное поражение при Исле, между тем как французский флот под командованием принца Жоанвиля бомбардировал Танжер и Могадор. При содействии Англии, опасавшейся, чтобы французы не распространили свою власть и на Марокко, 10 сентября с султаном Абд-ур-Рахманом состоялся мир, по которому последний обязался преследовать Абд аль-Кадира.
Несмотря на это, последний в 1845 году снова вторгся в Алжир и постоянно возбуждал племена кабилов к восстаниям. Только после упорной борьбы и благодаря неутомимой деятельности так называемых «африканских» генералов (Ламорисьер, Кавеньяк, Шангарнье, Пелиссье, Бедо, Сент-Арно, Боске, Юссуф и т. д.) сопротивление последних было, наконец, сломлено. В то же время Бюжо стремился утвердить французское господство и внутри страны, и этой же политики держались его преемники Бедо и герцог Омальский (с 1847 года). Восточная часть колонии за это время почти совершенно была умиротворена, а южные границы были распространены за пределы гор. Абд аль-Кадир, подвергшийся нападению войск марокканского султана, должен был искать спасения на французское почве и 22 декабря 1847 года сдался Ламорисьеру.

## Алжир под властью Франции
Со сдачей эмира закончилось покорение французами Алжира; с этого времени вся страна была уже в их руках. Даже войнолюбивые кабилы признали власть французов. Последующие военные действия носят характер лишь небольших экспедиций, предпринимавшихся для покорения отдаленных пунктов на юге или для наказания за восстания и грабежи. Однако, это вызывало необходимость постоянно содержать в стране значительные вооружённые силы и постоянно держаться настороже. В 1848 году Алжир был объявлен территорией Франции, разделён на департаменты во главе с префектами и возглавлен французским генерал-губернатором.
Февральская революция 1848 года снова оживила надежды туземцев восстановить свою независимость и на время снизила роль Франции в этом регионе. Между местным населением разнесся слух, что этот политический переворот ввергнет Францию в войну с другими европейскими державами, а одновременное уменьшение количества войск (до 72 тысяч) и частые замены генерал-губернаторов (в 1848 году вслед за герцогом Омальским сменились на этом посту Кавеньяк, Шенгарнье, Марей-Монж и Шарон) смогли дать этим слухам некоторую степень вероятности. Следствием этих слухов стали частные восстания в различных частях Теля и Сахары, возбуждаемые появляющимися честолюбцами и фанатиками. Помимо этого, генерал Кавеньяк отказался удовлетворить желание населения, стремившегося к более тесному политическому соединению Алжира с Францией. Французское Национальное собрание довольствовалось тем, что объявило Алжир, который до этого носил название регентства, вечным владением Республики и позволило 4 депутатам колонии принимать участие при обсуждении алжирских дел. В промежуток времени между 1848 и 1852 годами часто сменявшие друг друга генералы не раз должны были подавлять восстание в стране.
Так, в конце 1848 года, марабут Сиди-Шагр-Бен-Тайеб начала проповедовать священную войну среди племен Оранской Сахары и убедил многочисленное племя Гамейян-Шерага переселиться в Марокко. Но комендант Маскары, полковник Мессиа (Maissiat) с небольшим отрядом (100 пехотинцев и 250 кавалеристов), при содействии милиции племени Якубия, успел перерезать неприятелям путь, взял с них заложников и контрибуцию и вынудил вернуться на прежнее место кочевья. Эта первая неудача не остановила Сиди-Шагр-Бен-Тайеба, он снова появился между Гамейян-Шерагами, успел их возбудить вторично против французов и в феврале 1849 года переселил их, как и соседние племена, в марокканскую Сахару, в окрестности города Эль-Манса, где начал составлять огромный союз против французов. Но быстрые и энергичные меры, предпринятые правителем Оранской области генералом Пелиссье и несогласия между разными племенами, возникшие в неприятельском стане, вынудили марабута отказаться от завоевательских планов. Сам он бежал в марокканские владения, где по приказу Абдер-Рамана был заключен в темницу. Восставшие племена признали власть французов и вернулись на свои прежние места обитания.
Гораздо более решительный характер и обширные размеры принял мятеж, вспыхнувший в июле 1849 года в восточной части Сахары в области Зибан; в нём приняли участие соседственные Кабилам племена. В местечке Заача, недалеко от Бискры, занятого гарнизоном французов, марабут Бу-Зиан начал проповедовать Священную войну. Полковник Карбуччиа, исполнявший должность Бискрийского коменданта в отсутствие Сен-Жермена, желая пресечь восстание в зародыше, отправил в Заачу офицера с небольшим конвоем, чтобы захватить проповедника, но предприятие провалилось. Тогда Карбуччиа сам выступил к Зааче 16 июля вместе с гарнизоном Бискры (1200 человек и несколько горных гаубиц), но был отражен и вынужден отступить. Эта неудача послужила сигналом для выступления всего окрестного населения. Положение усугублялось тем, что военные силы Константинской области были заняты усмирением Зуагров, племени, живущего к югу-западу от Филиппевиля. В середине сентября 4000 Кабилов спустилось с гор и подступило к Бискаре, и хотя Сен-Жермен успел выйти навстречу с 300 кавалеристами и 190 пехотинцами и смог рассеять эту толпу, положение дел от этого не улучшилось. Восстание развивалось все более и более и вскоре охватило всю южную часть Константинской области. Только 1 октября генерал Гербильон, получив подкрепления из Алжирской и Оранской областей, успел сосредоточить при Батне до 4000 войск с 8 горными гаубицами. С этими войсками он двинулся к Зааче и 7 октября расположился около селения. Чуть позже этот отряд был усилен подкреплениями в числе 7000 человек, приведенными полковником Канробертом. Сразу же по прибытии отряда начались осадные работы, но только спустя 7 недель, 26 ноября это селение было захвачено. Падении Заачи, стоившее французам 1500 человек, из которых 30 офицеров и более 300 нижних чинов было убито, сильно подействовало на дух восставших племен. Большая часть из них изъявила покорность, некоторых принудили к этому силой оружия. Бу-Зиан погиб во время штурма. Восстание в Зааче послужило уроком и французскому правительству, показав ему, что оно может считать Алжир подвластной страной только тогда, когда сильная армия будет в ежеминутной готовности наказать всякое уклонение туземцев от повиновения.
Весь 1850 год представлял собой ряд набегов, целью которых было показать всюду французские штыки и таким образом подавить всякую мысль о неповиновении. Покушение на жизнь нескольких французских офицеров, совершенное одним из туземных племен, в феврале и нападение на небольшой отряд шедший из Бу-Сады в Сетиф (23 марта) были поводом к началу боевых действий. Генерал Барраль, строго наказав виновных, укротил восстание, но и сам был убит 2 мая. В мае, июне и июле генерал Сент-Арно исходил вдоль и поперек горы населенные Кабилами племени Аурес (Aures) и строго наказал Неменкасов (20 июня) и местечко Уэльджа (2 июля), за помощь оказанную Зааче в 1849 году. В то же время полковник Эйнард совершил подобную экспедицию к Тунисской границе. В Алжирской провинции было сделано несколько набегов к Флиттам, которые отказывались платить подати.
Таков же был характер действий и в 1851 году. Особенно была примечательна экспедиция в Малую Кабилию. Генерал Сент-Арно сосредоточив в начале мая в Мила (небольшой городок к северу-западу от Константины) отряд из 9500 человек пехоты и 250 артиллеристов, двинулся с ними через горы к Джиджели и начал производить набеги против Кабилов. В то же время для усмирения появившегося в окрестностях Буджии возмутителя Бу-Баглы, была послана из Сетифа к Буджии другая меньшая колонна, под командованием генерала Каму, который по прибытии в Буджию был подкреплен частью войск Сент-Арно, а именно бригадой генерала Боске. Набеги Сент-Арно и Каму на окрестные горы продолжались в течение мая, июня и половины июля. Вся экспедиция продолжалась 80 дней, в течение которых французы имели с Кабилами 25 стычек и потеряли свыше 600 человек. Результатом экспедиции было то, чту Бу-Багла исчез на время в горах. Кабилы изъявили покорность французам, Джиджели и Лакаль были освобождены от постоянной блокады горцев.
В октябре Бу-Багла вновь появился и возмутил племена Маактас и Флисса, но генерал Пелисье, который за отсутствием генерала д’Опу (d’Hautpoul) исполнял должность генерал-губернатора и Кюни с небольшими подвижными колоннами двинулись в горы: первый из Алжира, а второй из Милианы. Сжигая по дороге все кабильские селения, оба отряда соединились 2 ноября, и наследующий день совершили совместное нападение на сильно укрепленное местечко Тицат-Махмуд. Несмотря на отчаянную оборону Кабилов, местечко было взято. Скопище Бу-Баглы было рассеяно и сам он вторично вынужден был бежать в горы Джур-Джура.
В январе 1852 года Бу-Багла снова появился в окрестностях Буджии во главе довольно значительной партии и начал вооружать Кабилов против французов, жестоко наказывая тех, кто не хотел принимать его сторону. Немедленно против него были двинуты из Буджии и Сетифа две небольшие колонны, которые соединились в долине Сагель, в конце января, под командованием генерала Боске (1200 человек пехоты и 150 человек кавалерии). Появление французов, заставило многие колебавшиеся в верности племена занять их сторону. Около 2500 человек ополчения немедленно присоединилось к французам. Генерал Боске 25 января атаковал Бу-Баглу, рассеял его скопище и заставил бежать в покрытые снегом горы Джур-Джура. Отряду было поручено строительство новой дороги из Алжира через Буджию в Сетиф. Весной предполагалось предпринять решительную экспедицию в Большую Кабилию, но устрашенные горы предупредили угрозу. В апреле в Алжир к генерал-губернатору Рандону явился представитель союза Зуауа, известный марабут Сиди-эль-Джуди. В присутствии 92-х представителей 17-и племен союза, он принял присягу на подданство французам и был назначен Ба-агой. Он обязался выдать французам Бу-Баглу и платить ежегодную дань.
В то же время вспыхнули небольшие восстания на границах марокканских владений и Сахары. В апреле генерал Монтобан из Лалья-Мария двинулся с небольшим отрядом в пределы марокканской империи и наказал племя Бени-Снассен за беспрестанные набеги.
На юге, в Сахаре, также произошло незначительное восстание, причиной которого был Магомет-Бель-Абдаллах-Медани, провозгласивший себя шерифом. Для успокоения этой страны из Богара 17 февраля была послана небольшая колонна, к которой присоединилось значительное число туземных ополчений. Таким образом после сдачи Абд-аль-Кадера, только одно восстание в Зааче напомнило эпоху владычества эмира.
После декабрьского переворота Людовик-Наполеон послал в колонию генерала Рандона, управлявшего Алжиром с 1851 до 1858 года и оказавшего большие услуги утверждению и распространению французского господства. В декабре 1852 года генералы Пелисье и Юссуф завладели оазисом Лагуат на юге Алжира. Почти одновременно на крайнем юге страны могущественное племя бени-мзабов признало над собой власть французского покровительства.
Последующие 1853—1854 годы наполнены экспедициями против кабилов. Поход, предпринятый в 1854 году для подавления возмутившихся арабов северной Сахары из Лагуата, имел своим последствием подчинение оазисов Туггурт и Вади-Суф. В следующие годы французы распространили свою власть и на Улед-Сиди-Шейх, и на оазис Уаргла. Занятием этих важнейших узлов страны открыт был путь для торговых отношений с племенами внутренней Сахары (на Тимбукту и Сенегал). С тех пор французы приобрели некоторое влияние на туарегские племена в северной части Средней Сахары.
С этою целью по поручению французского правительства были предприняты точные исследования пограничных областей Сахары и сделаны неоднократные попытки установить караванное сообщение с Томбукту и Сенегалом. В этот же период генералом Рандоном предпринималось несколько экспедиций против кабилов; завершились они большой экспедицией 1856—1857 годов. Большая экспедиция, предпринятая Рандоном против племён Великой Кабилии окончилась полным подчинением их и устройством военной дороги через Кабилию, так же как и Форта «Наполеон», так что под властью французов находилась уже вся страна до северного края Сахары.
Декретами 24 июня и 31 августа 1858 года Алжир был вверен особому министерству, во главе которого сначала стоял принц Наполеон, а потом граф Шасселу-Лоба, но декретом 11 декабря 1860 года министерство это было уничтожено и заменено генерал-губернаторством с неограниченной властью. Должность эту получил маршал Пелисье.
С тех пор до 1864 года, за исключением нескольких незначительных восстаний туземцев, Алжир наслаждался полным спокойствием. Но в начале 1864 года французское военное начальство присудило секретаря одного арабского начальника за какую-то лёгкую провинность к наказанию палочными ударами. Это наказание, считающееся у арабов самым позорным и никогда не применяемое к свободным людям, возбудило необыкновенное вооружённое восстание их в южной части провинции Оран. К ним присоединились и племена в округе Богари, но 13 и 14 мая генералы Делиньи и Юссуф разбили арабов в двух сражениях, и ещё до окончания года большинство восставших изъявило покорность. Между тем в мае умер генерал Пелисье, и в сентябре на его место был назначен маршал Мак-Магон. Несмотря на энергичные меры французов, восстание продолжалось с небольшими перерывами около 3 лет.
В 1865 году Наполеон III посетил Алжир и 5 марта издал прокламацию к арабам, в которой обещал им неприкосновенность их национальности и поземельной собственности. Но арабы во всех этих мерах увидели лишь признаки слабости и неспособности французского правительства. Немедленно по отъезде императора вспыхнули восстания в Малой Кабилии и провинции Оран, вызванные как суровыми мерами «Bureaux arabes», так и разбоями племён, живущих на границах Телля. В октябре 1865 года Си-Гамед Бен-Гамза с 12 тысячами всадников напал на племена, остававшиеся верными французам, но был вытеснен полковником Коломбом в Сахару. Разбитые племена принесли повинную.
В марте 1866 года Си-Гамед снова напал на одно мирное племя, но был отброшен в пустыню. В начале 1867 года французы предприняли новую экспедицию и совершенно разбили арабов при Эль-Голеа. Последующие годы прошли спокойно, так как наступивший голод делал невозможными военные предприятия.
Это сравнительное спокойствие было нарушено опять в 1870 году. С началом войны 1870 года, в июле, отозвана была во Францию большая часть алжирских войск и как только весть об этом распространилась между туземцами, они сочли этот случай наиболее подходящим, чтобы свергнуть ненавистное иго. Прежде всего восстали племена в юго-восточной части Константины и на крайнем юге Орана. В январе Улед-Сиди-Шейхи, живущие отчасти на марокканской территории, принудили своих мирных соплеменников в южной части Оранской провинции бежать на более северные плато, где они подвергались всяким лишениям. Для защиты их снаряжена была экспедиция под командованием генерала Вимпфена, который прогнал врагов на марокканскую территорию, где нанёс им чувствительное поражение. Начало франко-прусской войны вызвало новые восстания. Французское правительство отозвало с начала июля большую часть своих африканских войск во Францию; на место Мак-Магона временно был назначен генерал Дюрье.
Когда в сентябре между племенами юга распространилась весть об уничтожении французского войска, они сочли это за самый удобный случай, чтобы свергнуть французское иго. Прежде всех поднялись племена на юго-востоке провинции Константины, а в октябре с крайнего юга Оранской провинции двинулись на восток значительные труппы арабов. Однако благодаря бдительности и деятельности генерала Дюрье восстание это не сделалось всеобщим.
Между тем превращение Франции в республику оказало своё влияние и на политические дела колонии. Республиканское правительство в Париже несколько поспешно даровало ей желаемые гражданские права. Затем на место прежнего военного управления декретом 24 октября 1870 года назначен был гражданский губернатор, который должен управлять тремя провинциями страны через своих префектов. Совещательный комитет, который должен ежегодно созываться в октябре и в состав которого входят префект, архиепископ, военный начальник и т. д. под председательством губернатора, обсуждает общий бюджет колонии. Туземным евреям дарованы права французского гражданства. На место генерала Дюрье назначен был бригадный генерал Лаллеман, который стал начальником всех военных сил страны. Гражданским же губернатором назначен Генри Дидье. Но ещё прежде, чем последний успел прибыть, во всех более значительных городах Алжира усилилось революционное движение. В городе Алжире образовалось что-то вроде революционной коммуны, принудившее префекта подать в отставку. Точно таким же образом был вынужден отказаться от своей должности и генерал Валзан-Эстергази, весьма непопулярный военный, временно управлявший столицей.
Но раздоры среди европейского населения прекратились довольно скоро, когда волнения среди мохаммеданского населения перешли в открытое восстание. В начале 1871 года поднялись в Кабилии оба шейха Эль-Мокрани и Бен-Али-Шериф, достигшие благодаря оказанным им прежде французским правительством почестям и годовому содержанию большого значения. К ним скоро присоединился и Эль-Гадад, глава ордена Сиди-Абдер-Раман Эль-Талеби, вследствие чего восстание получило преобладающе религиозный характер.
Хотя французы оставались победителями всякий раз, когда дело доходило до открытого сражения, тем не менее, по мере распространения восстания они вынуждены были ограничиться лишь обороной укреплённых мест. Весной 1871 года почти весь Алжир находился в руках восставших; многие прибрежные города, как Деллис, Джиджель и Шершель, были окружены со всех сторон и могли сообщаться с Алжиром лишь морем. Лишь по окончании франко-прусской войны и уничтожении Коммуны французы снова получили возможность перейти в наступление и усмирить восставших в течение лета 1871 года.
Новый гражданский губернатор, вице-адмирал Гейдон, и его преемник, дивизионный генерал Шанзи (с июня 1873 года), лишь с трудом могли поддерживать французское господство в Алжире. В 1873 году в Алжире введена была всеобщая воинская повинность, с некоторыми, впрочем, изменениями сравнительно с Францией (сокращение срока службы и т. п.), а в следующем году учреждено также ополчение.
В 1879 году, когда генерал Шанзи был отправлен в Петербург французским посланником, гражданским генерал-губернатором назначен был Альбер Греви, брат президента республики. Вспыхнувшее было в том же году в Ауресе вблизи Батны восстание было быстро подавлено.
Следующий год прошёл спокойно, но в марте 1881 года тунисские арабы из племени крумиров напали на некоторые французские поселения на восточной окраине провинции Константины, увели скот и причинили урон высланному против них отряду. Французское правительство решило наказать за это крумиров и воспользоваться этой экспедицией и для подчинения себе Туниса, который лишь номинально, и то без признания Франции, признавал свою зависимость от Османской империи. Не объявляя войны и не отозвав своего консула Рустана из резиденции бея, 2 французские колонны под начальством генерала Ложеро 24 апреля перешли тунисскую границу со стороны Ум-Тебула и Сук-Арраса и вдоль берега, а также по долине Медшерди проникли внутрь страны, между тем как французская эскадра овладела островом Табаркой. 26 апреля был занят Кеф, 28 апреля главная колонна достигла железной дороги при Сук-эль-Арбе, ведущей в Тунис; 1 мая высланная из Тулона эскадра заняла гавань Бизерту и высадила здесь войска, которые 11 мая под начальством генерала Бреара подошли к городу Тунису; в то же время французские военные корабли появились на Голеттском рейде.
Ни крумиры, ни войска бея не оказали вооружённого сопротивления французским войскам, и 12 мая бей подписал в Тунисе предложенный ему генералом Бреаром договор, по которому Тунис признавал над собой французское господство. Франция принимала на себя дипломатическое представительство страны, номинально ещё считавшейся независимой перед иностранными державами, получала право содержать постоянные гарнизоны как на берегу, так и внутри страны и через посредство живущего в Тунисе министра-резидента оказывала решительное влияние и на внутренние дела. Бей отказывался от права заключать договоры с представителями иностранных держав, взамен чего Франция обеспечивала за его семейством право наследования в стране. Табарка, Бизерта, Голетта, Кеф, Сук-эль-Арба и многие мелкие пункты внутри страны были немедленно же заняты французскими войсками, а после продолжительной бомбардировки 16 и 27 июля были заняты Сфакс и Габес, где скопились большие отряды арабов.
В сентябре в священном городе Кайруан (к югу от Туниса) вспыхнуло восстание, которое стало быстро распространяться и потребовало присылки из Франции значительных подкреплений. Генерал Соссье организовал при Голетте экспедиционный корпус, который по наступлении дождливого периода двинулся к Кайруану и занял его 26 октября.
Пока на востоке Алжира происходили эти события, в южной части Оранской провинции произошло опасное восстание, которое французы не скоро сумели подавить. В апреле могущественное племя Улед-Сиди-Шейхов под предводительством Бу-Амены напало из пустыни на колонию, уничтожило жатву, перерезало часть занятых её сбором французских и испанских работников, овладело стадами и, искусно избегая высланных против него войск, вернулось через шотты в оазисы.
В мае произошёл новый разбойничий набег, при котором Бу-Амена нанёс чувствительное поражение высланному против него из Жеривилля французскому отряду и даже дошёл до южной окраины Телля. Не раз французские транспорты были захватываемы хищниками, а небольшие отряды подвергались нападению; тем не менее, Бу-Амена с множеством пленников и богатой добычей вернулся опять в свою пустыню и оставался там в продолжение рамадана.
За это время к восстанию присоединились и некоторые другие арабские племена, так что французское правительство увидело себя вынужденным послать из Франции для защиты провинции значительные подкрепления (33 тысячи человек). На место генерала Осмона главное начальство над войсками в Алжире было передано генералу Соссье, который энергично стал готовиться к возобновлению военных действий при начале дождливого времени; точно так же был отозван из Орана генерал Серэ и многие другие высшие офицеры, которых обвиняли в недостатке энергии. Военные действие против Бу-Амены начались лишь в октябре, причем главным базисом был назначен Жеривилль.

## Население и экономика
Период между 1885—1930 годами принято считать золотым веком французского Алжира (равно как и французского Магриба). К этому времени французским властям удалось подавить сопротивление арабских и берберских племён как внутри Алжира, так и на его границах (в Тунисе и Марокко, также аннексированных Францией). Пиратские укрепления времён средневекового Варварского берега были перестроены и модернизированы, превратившись в крупные порты (города Алжир, Оран, Бон и др., связанные с Марселем). Своего пика достигло и преимущественно франкоязычное европейское население, численность которого превысила 1 млн человек (15,3 % населения региона). Причём только около четверти из них имели собственно французское происхождение, в Алжир эмигрировали многие испанцы, итальянцы, безземельные мальтийцы, русские революционеры, евреи и др. Европейские иммигранты занимались высокотехнологичным (относительно своего времени) оросительным земледелием, а также занимали ключевые административные посты. Хотя мусульмане и не были представлены в административном аппарате колонии, они пользовались широкой внутренней автономией и сохранили свои культурные институты. Более того, благодаря европейским достижениям в области образования и здравоохранения, мусульманское население вступило в фазу демографического взрыва. Численность мусульман увеличилась с 3 млн в середине XIX века до 9 млн в середине XX в. Нехватка земли, большинство которой контролировали крупные плантационные хозяйства европейцев, привела к росту конкуренции за другие ограниченные ресурсы края. Всё это привело к войне за независимость и массовой эмиграции европейского и сочувствующего ему мусульманского населения (харки) во Францию.